# 中国民族政策争议
中华人民共和国少数民族优惠政策相关争议颇多，主要集中在变相滋长各少数民族的地方民族主义，和过度打击大汉族主义以至于对汉族逆向歧视两方面，而《中华人民共和国宪法》在序言中明确规定：“在维护民族团结的斗争中，要反对大民族主义，主要是大汉族主义，也要反对地方民族主义。”

## 少数民族司法特权
详见：两少一宽

## 少数民族生育特权
详见：中华人民共和国计划生育

## 少数民族教育特权
详见：普通高等学校招生全国统一考试（中国高考）加分政策

## 少数民族行政特权
详见：民族区域自治制度

## 地方民族主义争议
根據中华人民共和国法律，凡確定為「民族自治地方」的行政區，必須實行一系列的特殊民族政策。以吉林省延边朝鲜族自治州为例，其州长以及下辖各个县市的行政首腦必須由朝鮮族人擔任，政府機關中朝鮮族幹部人數比例必須保持在50以上，而在教育方面就必須建立朝鮮語學校，朝鮮族子女必須入朝鮮語學校并學習朝鮮族語言文字，教育部門中朝鮮族教職工和幹部亦要佔半數以上比例。然而实际上朝鲜族在该州的人口比例约为36%，并未达到半数。學者指出，有關決策者擔心朝鮮族人指責政府搞大漢族主義，破壞朝鮮族文化，同時指出支持民族教育的人恰恰是漢族幹部，因為他們特別不願意被指責為大漢族主義。

## 对汉族逆向歧视争议
北京政府的民族政策給於少數民族的優惠待遇，讓評論家曾節明批評中華人民共和國的相關民族政策主張，並宣稱現在的漢族根本不可能有什麼「大漢族沙文主義」。曾節明認為中共執政以來，漢族才是在中國各民族中受迫害最重的民族，如在文革中，破壞的文化古跡幾乎全部是漢族的文化古跡，被迫害的文化人士幾乎全部是漢族文化人士。有學者批評中国共产党的民族政策使得汉族不能在生育、就学、就业等方面与少数民族享受平等的机会和权利。汉族若争取与少数民族平等的生育、就学、就业机会和权利就会被扣上“大汉族主义”，如此一来，汉族只有永远“做二等公民”，民间更有“一等洋人二等官，三等少民四等汉”这类讽刺性说法。

## 批评与评价
1979年9月1日，鄧小平在聽取第十四次全國統戰工作會議情況滙報時稱：民族工作確有很多問題要提起注意；當前是如何加強民族團結，反對大漢族主義和地方民族主義，重點反對大漢族主義；有些少數民族中也有大民族主義:256-257。
有學者指出在中國少数民族「很容易把中共专制的压迫看成是异族的民族压迫」，儘管在中共統治集團中漢人佔絕對多數，但並不意味著它對漢人有任何優待，不代表中共有實行民族歧視和大漢族主義，並引用英國思想家約翰·斯圖爾特·密爾的見解：「在有些實行專制統治的多民族國家，其專制政府『或許儘管出自其中的一個民族，但對它本身的權力比對民族感情感到有更大的興趣』」。
中國大陸作家及民族問題專家王力雄認為：「民族壓迫是與共產黨的意識形態相違背的。作為意識形態至上的政黨，中共事實上經常給予少數民族一些優於漢人的特殊待遇。中國多年實行的對少數民族在升學、提干、生育等各方面的優惠，至今仍能吸引那些只有二分之一甚至四分之一少數民族血緣的人，把自己的民族成分報成少數民族而非漢族。漢族的普通百姓，社會地位絲毫不高於少數民族，而在受迫害方面，卻一點不因為其有主體民族的身份而有所減少。中共的迫害是針對人的，而不是針對民族。在這方面，它絕對一視同仁。所以，只能說是中共政權、而不能說是漢族人民對中國的少數民族包括西藏民族實行了迫害。」
BBC刊出一篇由中國政治學者劉軍寧所撰寫的文章，指現時根據當初斯大林民族劃分的制度，非旦沒有解決預期的問題，相反國的民族問題反而呈現出加速惡化的態勢。他認為在各族群之間實行差別待遇。不僅造成了族群之間的鴻溝，而且還區分出多數民族與少數民族的差異、敵意與對立，並最終從摩擦走向衝突，兩邊不討好。認為應取消民族身份的劃分，建立國族的身分概念，實行人人平等，才是長治久安的基礎。